# Gaworzyna
Gaworzyna (prononciation : [ɡavɔˈʐɨna]) est un village polonais de la gmina d'Iłża dans le powiat de Radom de la voïvodie de Mazovie dans le centre-est de la Pologne.
Il se situe à environ 6 kilomètres au nord-ouest d'Iłża (siège de la gmina), 22 kilomètres au sud de Radom (siège de le powiat) et à 114 kilomètres au sud de Varsovie (capitale de la Pologne).

## Histoire
De 1975 à 1998, le village appartenait administrativement à la voïvodie de Radom.